# Ėrzin (Russia)
Ėrzin (in russo Эрзин? è un villaggio della Repubblica di Tuva, Russia, centro amministrativo del Ėrzinskij kožuun. Aveva, nel 2021, una popolazione di 3 373 abitanti. Il villaggio si trova sulle rive del fiume omonimo.